# Гюнтер Шольц
Гюнтер Шольц (нім. Günther Scholz; 8 грудня 1911, Бреслау — 24 жовтня 2014, Хемніц) — німецький льотчик-ас, оберстлейтенант люфтваффе. Кавалер Німецького хреста в золоті.

## Біографія
8 квітня 1934 року вступив в 6-ту роту 2-го корабельного дивізіону в Штральзунді. З 14 червня 1934 по 31 березня 1935 року навчався у військово-морському училищі Мюрвіка, після чого до 31 травня служив в своєму старому дивізіоні. З 15 червня 1935 року служив в 2-му дивізіоні морської артилерії у Вільгельмсгафені. 1 листопада 1935 року перейшов в люфтваффе і пройшов навчання в льотному училищі Зальцведеля, після чого 15 квітня 1936 року був зарахований в 1-шу групу 232-ї, 15 березня 1937 року — в 1-шу групу 135-ї, 15 лютого 1938 року — в 10-ту ескадрилью 137-ї винищувальної ескадри. Учасник Громадянської війни в Іспанії, льотчик-винищувач легіону «Кондор». З 28 лютого 1938 року служив в 10-му спеціальному штабі Імперського міністерства авіації в Іспанії, з 11 вересня 1938 року — в 1-й групі 131-ї, з 1 листопада 1939 року — 1-й групі 130-ї, з 1 квітня 1939 року — 1-й групі 1-ї винищувальної ескадри.
З 15 липня 1939 року — командир 1-ї ескадрильї 21-ї, з 15 липня 1940 року — 7-ї ескадрильї 54-ї, з 11 лютого 1942 року — 4-ї групи 1-ї, з 21 березня 1942 року — 3-ї групи 5-ї винищувальної ескадри. З 1 червня 1943 року — командир своєї ескадри. З 1 березня 1944 року — керівник винищувальної авіації в Норвегії, одночасно з 28 лютого 1945 року знову командував 5-ю винищувальною ескадрою. В травні 1945 року був інтернований в Норвегії. В листопаді 1945 року звільнений і повернувся в Німеччину.
Всього за час бойових дій здійснив понад 400 бойових вильотів і збив 33 літаки, з них 1 в Іспанії. Шольц був останнім живим службовцем легіону «Кондор», кавалером Іспанського хреста в золоті з мечами, командиром винищувальної ескадри люфтваффе і оберстлейтенантом вермахту.

## Сім'я
На початку 1942 року одружився з Крістою Штікель (22 травня 1919 — 25 квітня 2019). В пари народились 2 сини і дочка.

## Звання
- Морський кадет (15 червня 1934)
- Оберматрос (1 жовтня 1934)
- Оберштабсматрос (1 січня 1935)
- Фенріх (1 квітня 1935)
- Оберфенріх (1 жовтня 1935)
- Лейтенант (1 квітня 1936)
- Оберлейтенант (1 жовтня 1938)
- Гауптман (1 листопада 1941)
- Майор (1 квітня 1943)
- Оберстлейтенант (1 березня 1944)

## Нагороди
- Нагрудний знак пілота
- Медаль «За вислугу років у Вермахті» 4-го класу (4 роки; 4 квітня 1938)
- Іспанський хрест в золоті з мечами (1 червня 1939)
- Медаль «За Іспанську кампанію» (Іспанія; 1 червня 1939)
- Воєнний хрест (Іспанія) (1 червня 1939)
- Медаль «У пам'ять 1 жовтня 1938»
- Медаль «У пам'ять 22 березня 1939 року»
- Залізний хрест
  - 2-го класу (17 вересня 1939)
  - 1-го класу (25 травня 1940)
- Почесний Кубок Люфтваффе (28 вересня 1940) — за 8 перемог.
- Авіаційна планка винищувача
  - в золоті (23 травня 1941)
  - в золоті із застібкою «400» (2 грудня 1944)
- Нагрудний знак «За поранення» в чорному (1 вересня 1941)
- Орден Хреста Свободи 3-го класу з мечами (Фінляндія; 23 серпня 1942)

- Німецький хрест в золоті (8 грудня 1942) — за 30 перемог.

21 липня 1941 року майор Йоганнес Траутлофт представив Шольца до Лицарського хреста Залізного хреста за 20 перемог, але він не отримав нагороду.